# جو فاشون
جو فاشون (بالإنجليزية: Joe Fascione)‏‏ (5 فبراير 1945 - 5 فبراير 2019 ) لاعب كرة قدم، ومدرب كرة قدم من المملكة المتحدة.